# الدوري البلغاري الممتاز 1994-95
الدوري البلغاري الممتاز 1994-95 (بالبلغارية: „А“ група 1994/95)‏ هو الموسم 71 من الدوري البلغاري الممتاز. أشرف على تنظيمه اتحاد بلغاريا لكرة القدم، وكان عدد الأندية المشاركة فيه 16، وفاز فيه ليفسكي صوفيا.